# Shivdaspur
Shivdaspur è una città dell'India di 11.432 abitanti, situata nella divisione di Varanasi, nello stato federato dell'Uttar Pradesh.